# Bidhan Lama
Bidhan Lama (ur. 22 marca 1966) – nepalski taekwondzista startujący w kategorii do 50 kilogramów, medalista olimpijski z 1988 w taekwondo (będącego wtedy dyscypliną pokazową).
W 1986 roku wywalczył brązowy medal igrzysk azjatyckich, rozgrywanych w Seulu. Nieco ponad rok później zdobył brązowy medal mistrzostw świata, przegrywając w półfinale z Meksykaninem Enrique Torroellą. W marcu 1988 roku w Katmandu, został wicemistrzem Azji po porażce z Koreańczykiem Kwonem Tae-ho.
We wrześniu 1988 roku brał udział w pokazowym turnieju taekwondo podczas letnich igrzysk olimpijskich w Seulu. W 1/8 finału pokonał Brytyjczyka Ebenezera Ghansaha, zaś w walce o wejście do strefy medalowej wyeliminował reprezentującego Niemcy Chan-Ok Choia. W półfinale pokonał go 17-letni Amerykanin Juan Moreno, zaś Lama został brązowym medalistą zawodów. Po zakończeniu igrzysk został uroczyście przywitany w stolicy Nepalu – Katmandu. Licznie zgromadzeni Nepalczycy przywitali go w porcie lotniczym Katmandu. Jest to jedyny medal nepalskiego sportowca wywalczony na igrzyskach olimpijskich (nie wliczając alpinisty Tejbira Bury, który w 1924 roku otrzymał złoty medal za wyprawę na Mount Everest).
Wielokrotny mistrz Nepalu.
Na początku lat 90. Lama opuścił Nepal i osiadł na stałe w Stanach Zjednoczonych, pełni tam funkcję przewodniczącego Międzynarodowej Nepalskiej Federacji Taekwondo, która odpowiada za organizowanie turniejów międzynarodowych w Nepalu.